# Ernestina Pérez Barahona

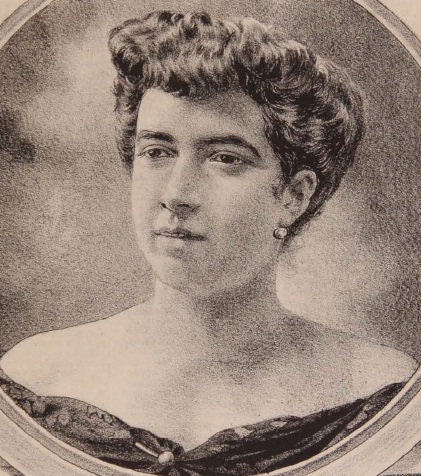
Ernestina Pérez Barahona

Ernestina Pérez Barahona (sinh tại Valparaíso, 8 tháng 8 năm 1865 - mất năm 1951) là một bác sĩ và nhà hoạt động nữ quyền người Chile nổi tiếng là một trong những nữ sinh viên y khoa đầu tiên tại Đại học Chile và đồng thời là nữ bác sĩ thứ hai ở Mỹ Latinh, bà tốt nghiệp chỉ vài ngày sau Eloísa Díaz. Bà đã được tham gia chương trình giáo dục trung học tại trường Lebrun Pinochet. Bà đã nhận được bằng Cử nhân Văn thư năm 1883 và bắt đầu nghiên cứu về y học vào cuối năm đó. Vào tháng 1 năm 1887, bà đã nhận được bằng cấp chuyên ngành Y sĩ và Bác sĩ phẫu thuật. Bà rời quê hương để đến Berlin năm 1888, nhập học vào trường Đại học Frederick Wilhelm (nay là Đại học Humboldt của Berlin). Hai năm sau, bà đến Paris để tiếp tục học tập. Bà trở về Chile và hành nghề y trước khi thực hiện một chuyến đi khác tới châu Âu vào năm 1910, sau đó xuất bản cuốn sách Compendio de Ginecologia ở Leipzig năm 1910. Khi còn ở Đức, Học viện Y khoa Berlin đã bổ nhiệm bà làm thành viên danh dự.